# Championnat du Burkina Faso de football 2008
Navigation
Saison précédente Saison suivante
La saison 2008 du Championnat du Burkina Faso de football est la quarante-sixième édition de la première division au Burkina Faso, organisée sous forme de poule unique, le Championnat National, où toutes les équipes se rencontrent deux fois au cours de la saison. En fin de saison, le dernier du classement est relégué et remplacé par le champion de deuxième division tandis que le club classé 13e affronte le deuxième de D2 en barrage de promotion-relégation.
C'est le club de l'Étoile Filante de Ouagadougou qui remporte la compétition cette saison après avoir terminé en tête du classement final, avec quatre points d'avance sur l'Union sportive de Ouagadougou et cinq sur l'ASFA Yennenga. C'est le douzième titre de champion du Burkina Faso de l'histoire du club, qui réussit même le doublé en s'imposant en finale de la Coupe du Burkina Faso face à l'US Ouagadougou.
Une fois encore, la fédération décide de réduire le nombre d'équipes basées à Ouagadougou en fixant le maximum à six formations lors de la saison prochaine; par conséquent, le moins bon club de la capitale est directement relégué en deuxième division.

## Qualifications continentales
Deux places en compétitions continentales sont réservées aux clubs burkinabés : le champion se qualifie pour la Ligue des champions de la CAF 2009 tandis que le vainqueur de la Coupe du Burkina Faso obtient son billet pour la Coupe de la confédération 2009.

## Les clubs participants
| - Union sportive des Forces armées - Étoile Filante de Ouagadougou - ASFA Yennenga - ASF Bobo-Dioulasso - Racing Club de Bobo - Boulgou FC - Promu en Championnat National - Bobo Sports | - US Ouagadougou - Rail Club du Kadiogo - Union sportive du Yatenga - Bouloumpoukou FC - Promu en Championnat National - AS SONABEL - Union sportive de la Comoé - Commune Football Club |

## Compétition
Le barème de points servant à établir le classement se décompose ainsi :
- Victoire : 3 points
- Match nul : 1 point
- Défaite : 0 point

### Classement
| Rang | Équipe                           | Pts | J  | G  | N  | P  | Bp | Bc | Diff |
| ---- | -------------------------------- | --- | -- | -- | -- | -- | -- | -- | ---- |
| 1    | Étoile Filante de OuagadougouC   | 53  | 26 | 14 | 11 | 1  | 41 | 13 | +28  |
| 2    | US Ouagadougou                   | 49  | 26 | 14 | 7  | 5  | 43 | 15 | +28  |
| 3    | ASFA Yennenga                    | 48  | 26 | 13 | 9  | 4  | 32 | 14 | +18  |
| 4    | Racing Club de Bobo              | 45  | 26 | 13 | 6  | 7  | 34 | 22 | +12  |
| 5    | Commune Football ClubT           | 42  | 26 | 11 | 9  | 6  | 28 | 21 | +7   |
| 6    | Bouloumpoukou FCP                | 42  | 26 | 12 | 6  | 8  | 29 | 23 | +6   |
| 7    | Union sportive des Forces armées | 35  | 26 | 9  | 9  | 8  | 24 | 20 | +4   |
| 8    | Rail Club du Kadiogo             | 32  | 26 | 7  | 10 | 9  | 20 | 20 | 0    |
| 9    | Union sportive de la Comoé       | 30  | 26 | 7  | 9  | 10 | 19 | 24 | -5   |
| 10   | AS SONABEL                       | 29  | 26 | 6  | 11 | 9  | 23 | 25 | -2   |
| 11   | Union sportive du Yatenga        | 25  | 26 | 5  | 10 | 11 | 19 | 37 | -18  |
| 12   | ASF Bobo-Dioulasso               | 24  | 26 | 6  | 6  | 14 | 15 | 30 | -15  |
| 13   | Bobo Sports                      | 17  | 26 | 3  | 8  | 15 | 17 | 35 | -18  |
| 14   | Boulgou FCP                      | 16  | 26 | 3  | 7  | 16 | 13 | 58 | -45  |

|  | Qualification pour la Ligue des champions de la CAF 2009                      |
|  | Qualification pour la Coupe de la confédération 2009                          |
|  | Participation au barrage de promotion-relégation                              |
|  | Relégation directe en D2                                                      |
|  | T : Tenant du titre C : Vainqueur de la Coupe du Burkina Faso P : Promu de D2 |

- AS SONABEL est relégué en deuxième division en tant que moins bon club de Ouagadougou.

### Matchs

#### Barrage de promotion-relégation
Le 13e du Championnat national, Bobo Sports doit affronter le 3e de D2 en barrage pour déterminer le dernier club participant au championnat de première division la saison suivante. Cependant, c'est un autre club de Bobo-Dioulasso, Jeunesse Club de Bobo, qui a terminé champion de D2. Afin de permettre de maintenir le nombre de clubs de la ville à trois, les deux formations doivent s'affronter en barrages. 
| Équipe 1                   | Résultat | Équipe 2    | Aller | Retour |
| -------------------------- | -------- | ----------- | ----- | ------ |
| Jeunesse Club de Bobo (D2) | 3 - 5    | Bobo Sports | 1 - 2 | 2 - 3  |

- Les deux clubs se maintiennent dans leur championnat respectif.

## Bilan de la saison
| Championnat du Burkina Faso de football 2008 |                                           |
| Champion                                     | Étoile Filante de Ouagadougou (12e titre) |
| Coupes et trophées                           |                                           |
| Vainqueur de la Coupe du Burkina Faso 2008   | Étoile Filante de Ouagadougou             |
| Qualifications continentales                 |                                           |
| Ligue des champions de la CAF 2009           | Étoile Filante de Ouagadougou             |
| Coupe de la confédération 2009               | US Ouagadougou                            |
| Promotions et relégations                    |                                           |
| Promus en Championnat National               | AS Koupèla                                |
| Promus en Championnat National               | Sourou Sports                             |
| Relégués en Deuxième division                | Boulgou FC                                |
| Relégués en Deuxième division                | AS SONABEL                                |